# Sally Simpson
Pistes de Tommy
Miracle Cure I'm Free
Sally Simpson est une chanson du groupe britannique The Who, écrite par Pete Townshend et parue sur l'opéra-rock Tommy en 1969. Bien que peu jouée en concert, elle est présente sur l'album Live at Leeds de 1970.

## Description
Selon l'auteur, Pete Townshend, Sally Simpson a été inspirée par l'attitude de Jim Morrison envers ses fans, alors que les Doors suivaient les Who dans un concert au Singer Bowl de New York le 2 août 1968,. Morrison, en plein milieu du concert, aurait insulté des membres du public, déclenchant une violente émeute. Townshend, pourtant habitué à toutes sortes de débordements scéniques, en était abasourdi.
La chanson est centrée sur une jeune fille nommée Sally Simpson. Sally vient d'une famille aisée, mais elle s'y sent mal. Elle s'échappe discrètement de la maison pour aller voir un des sermons de Tommy, où elle compte sauter sur scène pour le toucher.
Pendant le sermon, Sally tente de sauter sur la scène, mais elle en est empêchée par un membre de la sécurité, qui la jette à terre, causant une blessure à recoudre sur sa joue.
Après avoir été ramenée par une ambulance, Sally retourne à la maison, puis se marie à une rock star en Californie, mais sans jamais oublier Tommy.
Dans le film Tommy de 1975, adaptation de l'album, le rôle de Sally est tenu par l'actrice Victoria Russell.

## Sources et liens externes
- (en) Cet article est partiellement ou en totalité issu de l’article de Wikipédia en anglais intitulé « Sally Simpson » (voir la liste des auteurs).
- Notes sur Tommy
- Paroles de Sally Simpson
- Tablatures pour guitare de Sally Simpson